# توماس هويت ديفيس
توماس هويت ديفيس (بالإنجليزية: Thomas Hoyt Davis)‏ هو محامي وقاضي أمريكي، ولد في 4 يوليو 1892 في براسيلتون في الولايات المتحدة، وتوفي في 19 مايو 1969.